# Purwodadi (Pagar Merbau)
Purwodadi is een bestuurslaag in het regentschap Deli Serdang van de provincie Noord-Sumatra, Indonesië. Purwodadi telt 2619 inwoners (volkstelling 2010).